# 缙云文庙

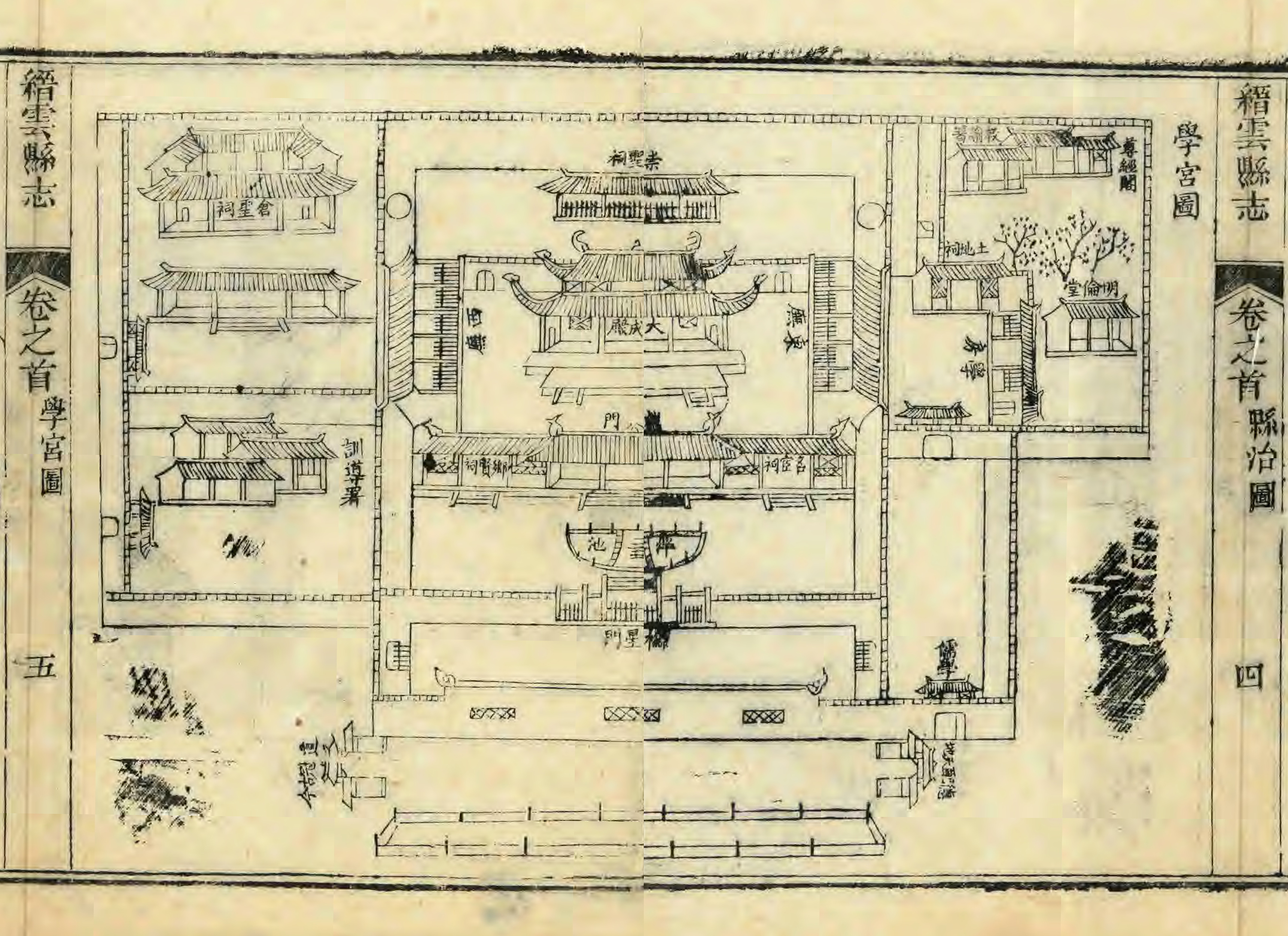
清光绪七年（1881）《缙云县志》学宫图。

缙云文庙为旧时中国浙江处州府缙云县县学文庙，原位于县城东门内、县治东侧、吏隐山南麓，即今中国浙江省丽水市缙云县五云街道胜利街北侧、寺后路东侧原缙云中学院内，原建筑仅存泮池，现为缙云县文物保护单位。
缙云文庙始建于唐代，北宋治平年间增建儒学，最后重建于清道光十七年（1837）。1949年后大成殿尚存，1964年被拆除。
据清光绪七年（1881）《缙云县志》记载及附图，缙云文庙原布局为前庙后学，清道光二十一年（1841）重建后将明伦堂与崇圣祠互换，改为左学右庙，此时中轴线上依次为万仞宫墙（墙外东有德配天地坊，西有道贯古今坊），棂星门三间（门外东为礼门，西为义路）、泮池泮桥、戟门三间（东为名宦祠，西为乡贤祠，各三间）、大成殿（前有东西庑各七间）和崇圣祠，东为儒学门、学房、明伦堂、尊经阁、土地祠和教谕署等，西为训导署和仓圣祠。
现存的泮池最早由缙云知县周世远开辟于明嘉靖二十六年（1547），为石砌半圆形水池，长13.9米，宽9.3米，水深约2.5米。池上泮桥长9.55米，宽2.85米，桥孔净跨5.1米，两侧设护栏。